# De Heilige Oorlog (lied)
De Heilige Oorlog (Russisch: Священная война, Svyashchennaya Voyna) is een bekend Sovjet oorlogslied. De tekst is door Vasily Lebedev-Kumach gemaakt en de muziek is door Aleksandr Aleksandrov gecomponeerd, die ook het volkslied van de Sovjet-Unie componeerde.
Het lied werd haastig gemaakt; de tekst kwam uit op 24 juni 1941 en Aleksandr schreef meteen een lied op een schoolbord, zodat de zangers het zo konden kopiëren. Het eerste optreden was twee dagen erna, op 26 juni 1941, in het Station Moskva Beloroesskaja. Ooggetuigen bevestigden dat het lied vijf keer achterelkaar werd gezongen.
In de jaren 90 werd in de media bekendgemaakt dat het lied een plagiaat was van een lied, gemaakt tijdens de Eerste Wereldoorlog door Aleksandr Bode (1865-1939). Deze vorderingen werden voor de rechter gesleept en de krant Nezavisimaya Gazeta (de onafhankelijke gazet) werd gedwongen om de intrekking van deze vorderingen te publiceren. Professor Evgeniy Levashev had nog steeds twijfels over de vorderingen alsook de redelijkheid van de rechter.
Dit lied werd altijd afgespeeld op de Dag van de Overwinning (9 mei), zowel als in de Sovjet-Unie als in Rusland.
| Russisch                                                                                         | Nederlands vertaald |
| ------------------------------------------------------------------------------------------------ | --- |
| Вставай, страна огромная, Вставай на смертный бой С фашистской силой тёмною, С проклятою ордой.  | Sta op, groot land, Sta op voor een gevecht tot het einde. Tegen de donkere fascistische kracht, Tegen de vervloekte horde.               |
| Припев: (2x) Пусть ярость благородная Вскипает, как волна! Идёт война народная, Священная война! | refrein: (2x) Laat nobele woede koken als een golf! Dit is de oorlog van het volk, Een heilige oorlog!                                    |
| Дадим отпор душителям Всех пламенных идей, Насильникам, грабителям, Мучителям людей!             | Wij zullen de onderdrukkers verdrijven Alle vurige ideeën, Verkrachters, rovers, De folteraars van de mensen!                             |
| Припев                                                                                           | refrein |
| Не смеют крылья чёрные Над Родиной летать, Поля её просторные Не смеет враг топтать!             | De zwarte vleugel zal niet durven over het thuisland te vliegen. Over haar ruime velden zal de vijand niet durven te gaan!                |
| Припев                                                                                           | refrein |
| Гнилой фашистской нечисти Загоним пулю в лоб, Отребью человечества Сколотим крепкий гроб!        | Het verrotte fascistische kwaad zullen we een kogel in het voorhoofd schieten uitschot van de mensheid, we smeden een stevige band samen! |
| Припев (2x)                                                                                      | refrein (2x) |